# Cancelcultuur
Cancelcultuur (Engels: cancel culture), soms ook afrekencultuur, is het fenomeen dat mensen openlijk worden bekritiseerd en geboycot, meestal met een storm van verontwaardiging op sociale media, vanwege vermeende verwerpelijke acties, opvattingen of teksten. Daarbij kunnen hun opdracht-/werkgevers en adverteerders onder druk worden gezet om de samenwerking met hen te beëindigen.

## Kritiek
Bij wijze van kritiek op dit fenomeen werd medio 2020 een open brief gepubliceerd in Harper's Magazine die was ondertekend door 153 personen, onder wie J.K. Rowling en Salman Rushdie, die zelf te maken hadden gekregen met cancelcultuur. De ondertekenaars maakten bezwaar tegen wat zij zien als de onverdraagzaamheid van cancelcultuur en de bijbehorende represailles. Ook in Vlaanderen werd een dergelijke brief opgesteld, waarin stond dat "woord en tegenwoord vrij [moeten] kunnen geuit worden in een open debatcultuur".
Voormalig president Barack Obama zei in 2019 over cancelcultuur: "Mensen die echt goede dingen doen hebben gebreken. Het kan best zijn dat mensen tegen wie je strijdt van hun kinderen houden en bepaalde dingen met je gemeen hebben".